# 8-bit (música)
8-bit se refiere a un estilo musical de música electrónica inspirada (y realizada) por el sonido de un ordenador antiguo o de consolas de la época de 8 bits de los videojuegos. Esta música a menudo refleja los sonidos de la tecnología que se ve como primitiva o "anticuada", como la Game Boy y sintetizadores caseros.